# Cappella di San Michele (Savona)
La cappella di San Michele è un piccolo edificio religioso sconsacrato che sorge nell'omonima zona del comune di Savona.

## Caratteristiche
L'ex cappella ha pianta ottagonale sormontata da cupola e presbiterio addossato su un lato, opposto all'ingresso. Il campanile si trova sul lato destro. L'edificio è oggi adibito a sede di mostre ed esposizioni. Di ridotte dimensioni, con lo sviluppo edilizio del secondo dopoguerra si è trovato ad essere soffocato dagli edifici circostanti. Le esigenze viabili moderne, l'hanno inoltre costretta in una snaturata posizione di aiuola spartitraffico al centro dell'incrocio di diverse strade.